# HMS Snowflake (K211)
HMS Snowflake (K211) je bila korveta razreda flower Kraljeve vojne mornarice, ki je bila operativna med drugo svetovno vojno.

## Zgodovina
Ladja, ki je bila prvotno poimenovana HMS Zenobia (K211), je 3. julija 1943 sodelovala pri potopitvi nemške podmornice U-125. Ladjo so leta 1947 prodali in jo preuredili v vremensko ladjo in jo nato maja 1962 razrezali v Dublinu.